# Hazle (Pennsylvania)
Hazle è una township degli Stati Uniti d'America, nella contea di Luzerne nello Stato della Pennsylvania.